# Djilali Selmi
Djilali Selmi (en arabe : جيلالي سالمي), est un footballeur international algérien né le 4 septembre 1946 à Belouizdad dans la wilaya d'Alger. Il évoluait au poste d'attaquant.

## Biographie
Djilali Selmi reçoit 16 sélections en équipe d'Algérie entre 1967 et 1975. Il joue son premier match en équipe nationale le 12 novembre 1967, contre la Libye (score : 1-1). Il joue son dernier match le 1er juin 1975, contre la Tunisie (défaite 2-1).
Il participe avec la sélection algérienne à la Coupe d'Afrique des nations 1968.
En club, il joue pendant trois saisons avec l'équipe de OMR El Annaser, puis évolue pendant 12 saisons avec l'équipe du CR Belouizdad. Il remporte notamment, avec cette dernière équipe, deux titres de champion d'Algérie, et trois Coupes d'Algérie.

## Palmarès
- Champion d'Algérie en 1969 et 1970 avec le CR Belouizdad
- Vice-champion d'Algérie en 1972 et 1977 avec le CR Belouizdad
- Vainqueur de la Coupe d'Algérie en 1969, 1970 et 1978 avec le CR Belouizdad
- Vainqueur de la Coupe du Maghreb des clubs champions en 1970, 1971 et 1972 avec le CR Belouizdad